# هانس هايس
هانس هايس (بالألمانية: Hanns Horst Heise)‏ هو ضابط ألماني، ولد في 1 فبراير 1913 في تروينبريتزن في ألمانيا، وتوفي في 18 مايو 1992 في كولونيا في ألمانيا.